# Handball-Europameisterschaft der Männer 2024/Spanien
Bei der Handball-Europameisterschaft 2024, die vom 10. bis zum 28. Januar 2024 in Deutschland ausgetragen wurde, trat Spanien als eins von 24 Teams an. Nach der in Mannheim gespielten Vorrunde schied das spanische Team aus der Meisterschaft aus und belegte letztlich den 13. Platz. Die Auswahl der Real Federación Española de Balonmano (RFEBM) nahm zum 16. Mal an einer Europameisterschaft teil. Bei der vorherigen 15. Austragung der Europameisterschaften, der Europameisterschaft 2022, hatte Spanien die Silbermedaille für den zweiten Platz erkämpft. Der Platz 13 beim Turnier in Deutschland stellte das schlechteste Abschneiden einer spanischen Auswahl bei Europameisterschaften dar.

## Qualifikation
Das spanische Team war als Zweitplatzierter der Europameisterschaft 2022 für die Teilnahme an der Europameisterschaft 2024 qualifiziert.

## Turniervorbereitung
Die spanische Auswahl nahm von Oktober 2022 bis April 2023 zusammen mit den drei anderen automatisch qualifizierten Mannschaften (Deutschland als Gastgeber der Europameisterschaft 2024 sowie Schweden als Sieger und Dänemark als Dritter der Europameisterschaft 2022) an den Spielen im EHF Euro Cup 2024 teil, gegen die Teams aus Dänemark, Schweden und Deutschland gewann die spanische Auswahl zwischen Oktober 2022 und April 2023 eins von sechs Spielen und belegte Platz 3. Im Januar 2023 gewann die spanische Auswahl die Bronzemedaille bei der Weltmeisterschaft 2023. Im November 2023 traf die Mannschaft beim Gjensidige Cup in der Golden League auf die Teams aus Dänemark, Norwegen und den Niederlanden und belegte Platz 2. Im Januar 2024 gewann das spanische Team beim Torneo Internacional 2024 gegen die Teams aus Polen, Serbien und der Slowakei.

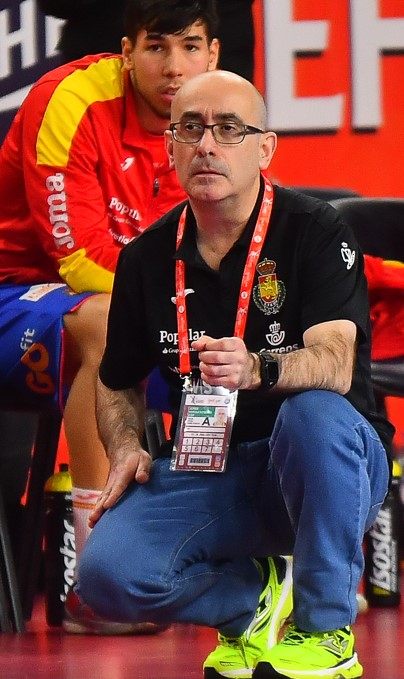
Trainer Jordi Ribera (2018)

## Team

### Trainer
Cheftrainer des Teams ist Jordi Ribera, Assistenztrainer César Montes.

### Provisorisches Aufgebot (35er Kader)
Der spanische Handballverband nominierte im November 2023 die folgenden 35 Spieler für den vorläufigen Kader zur anstehenden Europameisterschaft:
- Tor: Ignacio Biosca, Rodrigo Corrales 1, Gonzalo Pérez de Vargas, Roberto Rodríguez
- Rückraum: Petar Cikusa, Jan Gurri, Ian Tarrafeta, Pol Valera, Djordje Cikusa, Alex Dujshebaev, Imanol Garciandia, Eduardo Gurbindo, Jorge Maqueda, Joan Cañellas, Agustín Casado, Daniel Dujshebaev, Antonio García, José María Márquez, Viran Morros
- Außen: David Balaguer, Aleix Gómez, Kauldi Odriozola, Ferrán Solé, Aitor Ariño, Daniel Fernández, Ángel Fernández, Valero Rivera, Miguel Sánchez-Migallón
- Kreis: Adrià Figueras, Gedeón Guardiola, Rubén Marchán, Iñaki Peciña, Javier Rodríguez, Abel Serdio

Von diesen 35 Spielern standen zum Zeitpunkt der Nominierung neun bei Vereinen in Spaniens erster Liga, der Liga Asobal, unter Vertrag. Elf Spieler waren in Frankreichs erster Liga, der Starligue, aktiv. Vier Nominierte waren in der deutschen Bundesliga aktiv; ebenfalls vier Handballer spielten in Ungarns erster Liga. Drei der spanischen Handballspieler standen in Polen unter Vertrag, jeweils zwei in der Schweiz sowie in Portugal.
Anmerkungen:

### Turniervorbereitung
Im Dezember 2023 benannte Trainer Jordi Ribera folgende 20 Spieler für die Turniervorbereitung:
- Tor: Gonzalo Pérez de Vargas, Sergey Hernández
- Rückraum: Agustín Casado, Ian Tarrafeta, Petar Cikusa, Alex Dujshebaev, Jorge Maqueda, Imanol Garciandia, Joan Cañellas, Daniel Dujshebaev, Jan Gurri
- Außen: Aleix Gómez, Kauldi Odriozola, Ángel Fernández, Miguel Sánchez-Migallón, Daniel Fernández
- Kreis: Adrià Figueras, Iñaki Peciña, Abel Serdio, Javier Rodríguez

Von den Nominierten standen zu diesem Zeitpunkt sechs in Frankreich, vier in Spanien, drei in Polen, je zwei in Deutschland, Ungarn sowie in Portugal und einer in der Schweiz unter Vertrag.
Vor dem Torneo Internacional de España strich Trainer Ribera Petar Cikusa und Javier Rodríguez aus dem Kader.

### Turnieraufgebot (18er Kader, Nachnominierungen)
Am 7. Dezember 2024, einen Tag nach dem Torneo Internacional de España, stellte Jordi Ribera sein Aufgebot von 18 Spielern für die Europameisterschaft vor:
Mit jeweils sechs Teilnahmen an Europameisterschaften sind Jorge Maqueda und Joan Cañellas die Spieler im Kader mit den meisten Europameisterschaftsteilnahmen, vier der aufgebotenen Spieler nehmen zum ersten Mal an einer Europameisterschaft teil. Sieben Spieler waren auch bei den beiden Titelgewinnen 2018 und 2020 im Aufgebot, einer der Spieler war bei einem Titelgewinn dabei.
| Nr. | Spieler                 | Alter | Position | Spiele | Tore | Verein                        | EM-Teilnahmen                          | EM-Titel       |
| --- | ----------------------- | ----- | -------- | ------ | ---- | ----------------------------- | -------------------------------------- | -------------- |
| 01  | Gonzalo Pérez de Vargas | 32    | TW       | 173    | 018  | FC Barcelona                  | 5 (2014, 2016, 2018, 2020, 2022)       | 2 (2018, 2020) |
| 04  | Iñaki Peciña            | 35    | KL       | 057    | 026  | Chambéry Savoie Mont Blanc HB | 1 (2022)                               | 0              |
| 05  | Jorge Maqueda           | 35    | RR       | 198    | 492  | HBC Nantes                    | 6 (2012, 2014, 2016, 2018, 2020, 2022) | 2 (2018, 2020) |
| 06  | Ángel Fernández         | 35    | LA       | 121    | 356  | Limoges HB                    | 3 (2018, 2020, 2022)                   | 2 (2018, 2020) |
| 10  | Alex Dujshebaev         | 31    | RR       | 146    | 429  | Industria Kielce              | 3 (2016, 2018, 2020)                   | 2 (2018, 2020) |
| 17  | Adrià Figueras          | 35    | KL       | 127    | 340  | C’ Chartres Métropole HB      | 3 (2018, 2020, 2022)                   | 2 (2018, 2020) |
| 18  | Imanol Garciandia       | 28    | RR       | 044    | 111  | Pick Szeged                   | 0                                      | 0              |
| 20  | Abel Serdio             | 29    | KL       | 035    | 075  | Wisła Płock                   | 0                                      | 0              |
| 21  | Joan Cañellas           | 37    | RL       | 230    | 554  | Kadetten Schaffhausen         | 6 (2012, 2014, 2016, 2018, 2020, 2022) | 2 (2018, 2020) |
| 25  | Agustín Casado          | 27    | RL       | 040    | 105  | Telekom Veszprém              | 1 (2022)                               | 0              |
| 28  | Aleix Gómez             | 26    | RA       | 078    | 289  | FC Barcelona                  | 2 (2020, 2022)                         | 1 (2020)       |
| 36  | Ian Tarrafeta           | 25    | RM       | 039    | 081  | Pays d’Aix UC                 | 1 (2022)                               | 0              |
| 51  | Miguel Sánchez-Migallón | 28    | LA       | 048    | 031  | Benfica Lissabon              | 1 (2022)                               | 0              |
| 59  | Daniel Dujshebaev       | 26    | RL       | 082    | 181  | Industria Kielce              | 2 (2018, 2020)                         | 2 (2018, 2020) |
| 61  | Sergey Hernández        | 28    | TW       | 051    | 010  | SC Magdeburg                  | 1 (2022)                               | 0              |
| 62  | Kauldi Odriozola        | 27    | RA       | 058    | 168  | HBC Nantes                    | 1 (2022)                               | 0              |
| 70  | Daniel Fernández        | 22    | LA       | 030    | 093  | TVB 1898 Stuttgart            | 0                                      | 0              |
| 77  | Jan Gurri               | 21    | RM       | 08     | 09   | Sporting Lissabon             | 0                                      | 0              |

| Nr. | Spieler      | Alter | Position | Spiele | Tore | Verein              | EM-Teilnahmen                          | EM-Titel       |
| --- | ------------ | ----- | -------- | ------ | ---- | ------------------- | -------------------------------------- | -------------- |
| 14  | Ferrán Solé  | 31    | RA       | 106    | 406  | Paris Saint-Germain | 3 (2018, 2020, 2022)                   | 2 (2018, 2020) |
| 24  | Viran Morros | 40    | RL       | 252    | 169  | Pfadi Winterthur    | 6 (2010, 2012, 2014, 2016, 2018, 2020) | 2 (2018, 2020) |

Viran Morros wurde aus dem 35er-Kader nachnominiert, nachdem Miguel Sánchez-Migallón im ersten Spiel verletzt ausgeschieden war. Nach dem zweiten Spiel, bei dem sich Kauldi Odriozola verletzte und aus dem Turnier ausschied, wurde Ferrán Solé nachnominiert.

## Turnierverlauf

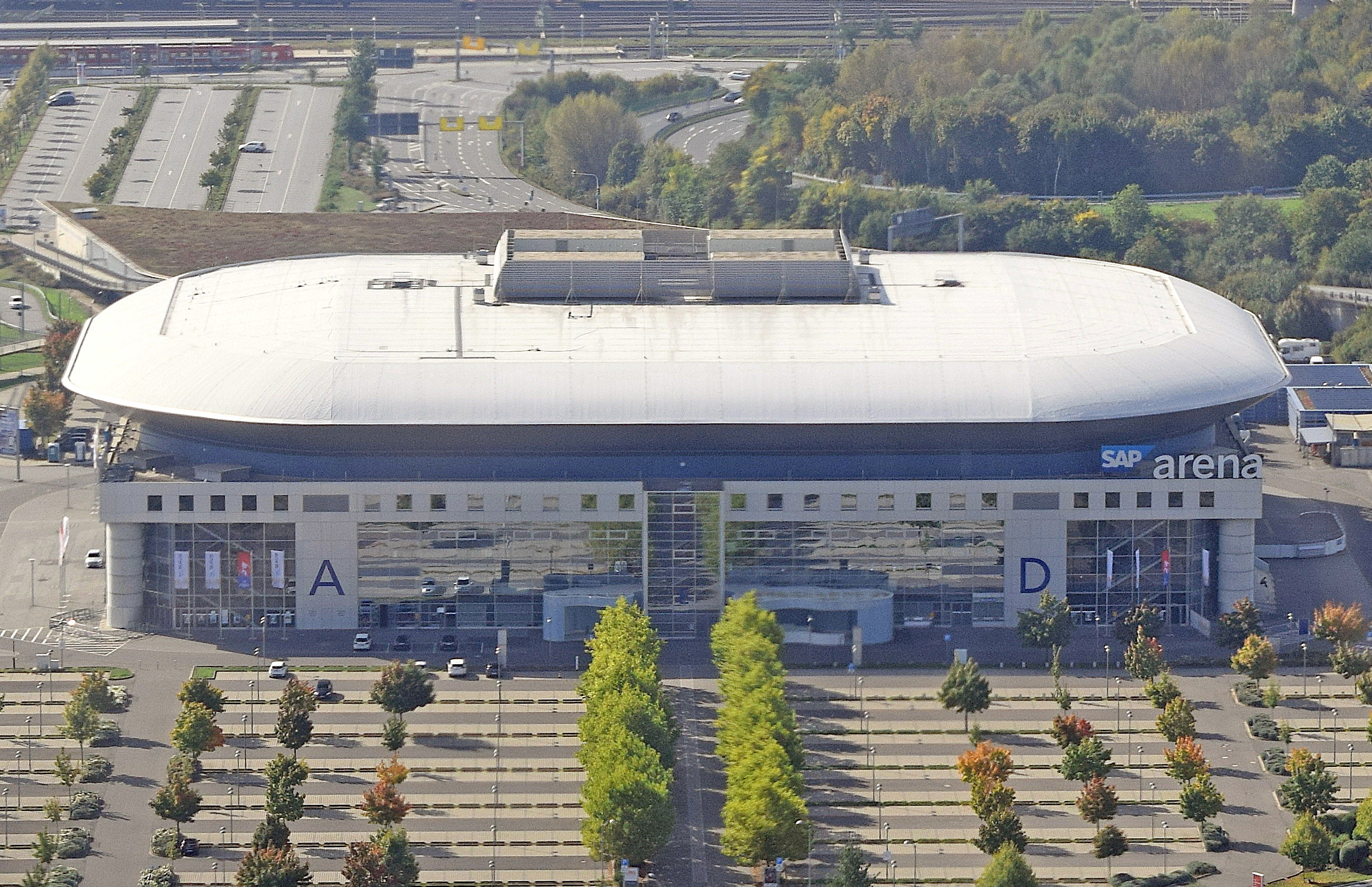
Die SAP Arena in Mannheim

Das spanische Team flog am 10. Januar 2024 von Flughafen Josep Tarradellas Barcelona-El Prat nach Stuttgart, von dort ging es nach Mannheim, wo die Delegation im Dorint Kongresshotel Quartier bezog. Ein erstes Training war für den 11. Januar angesetzt. Die Spanier nutzten zum Training auch die Herbert-Lucy-Halle in Mannheim.

### Vorrunde (Gruppe B)
Spanien war für die Auslosung der Vorrundengruppen in Lostopf 1 eingeteilt. Da vier der weiteren fünf Teams in Topf 1 bereits im Mai 2022 für die Vorrundengruppen C bis F gesetzt waren, kamen für das spanische Team nur noch die Gruppen A oder B in Betracht. In Gruppe A war Gastgeber Deutschland (in Topf 2), in Gruppe B das kroatische Team (in Topf 3) gesetzt. Das Los teilte die spanische Auswahl der Gruppe B zu. In dieser Gruppe trifft Spanien in der Vorrunde auf Österreich, Kroatien und Rumänien.
Die drei Gruppengegner Spanien qualifizierten sich für die Europameisterschaft in der Phase 2 der Qualifikationsspiele. In dieser Phase waren Österreich und Rumänien in derselben Gruppe angetreten und wurden Erster bzw. Zweiter (Rumänien), auch Kroatien belegte in seiner Gruppe Platz 2.
Das kroatische Team hatte bei der Europameisterschaft 2022 Platz 8 (von 24 Teams) belegt, die Österreicher den 20. Platz. Die Rumänien waren zuletzt bei der Europameisterschaft 1996 angetreten, bei der sie Platz 9 von zwölf Teams belegten.
Die Spiele wurden in der SAP Arena in Mannheim ausgetragen.

#### Spanien – Kroatien
| 12. Januar 2024 20:30 Uhr | Spanien              | 29:39        | Kroatien                               | SAP Arena, Mannheim Zuschauer: 13.293 Schiedsrichter: Horáček und Novotný |
| 12. Januar 2024 20:30 Uhr | meiste Tore: Gómez 8 | (14:18)      | meiste Tore: Šoštarić, Martinović je 8 | SAP Arena, Mannheim Zuschauer: 13.293 Schiedsrichter: Horáček und Novotný |
| 12. Januar 2024 20:30 Uhr | Strafen: 1×          | Match Report | Strafen: 2×                            | SAP Arena, Mannheim Zuschauer: 13.293 Schiedsrichter: Horáček und Novotný |

Die Mannschaften Spaniens und Kroatiens trafen zuletzt am 27. Juni 2021 im Rahmen des EHF Euro Cup aufeinander, das spanische Team gewann zuhause mit 34:22. Bei einer Europameisterschaft trafen die beiden Teams zuletzt am 26. Januar 2020 im Finale aufeinander, wobei Spanien mit 22:20 gewann. Erstmals waren beide Mannschaften am 23. Dezember 1995 gegeneinander angetreten, das Spiel in Sevilla hatte Spanien mit 28:27 gewonnen.
Insgesamt bestritten die beiden Teams bis dato gegeneinander 34 Länderspiele, von denen Spanien zwölf gewann, 20 verlor und zwei unentschieden endeten.
Das kroatische Team unter Trainer Goran Perkovac bot die Spieler Matej Mandić, Filip Ivić, Lovro Mihić, Domagoj Duvnjak, Mario Šoštarić, Igor Karačić, Veron Načinović, Marko Mamić, Luka Cindrić, Tin Lučin, Ivan Martinović, Marin Šipić, Filip Glavaš, Zvonimir Srna, Luka Lovre Klarica und Marin Jelinić auf. Spaniens Trainer hatte Gonzalo Pérez de Vargas, Sergey Hernández, Iñaki Peciña, Jorge Maqueda, Ángel Fernández, Alex Dujshebaev, Adrià Figueras, Imanol Garciandia, Abel Serdio, Joan Cañellas, Agustín Casado, Aleix Gómez, Ian Tarrafeta, Miguel Sánchez-Migallón, Daniel Dujshebaev und Kauldi Odriozola aufgestellt.
In der Startaufstellung liefen Pérez de Vargas, Gómez, Casado, Figueras, D. Dujshebaev, Maqueda und Á. Fernández auf. Die Kroaten erzielten das erste Tor, Gómez glich in der zweiten Minute zum 1:1 aus. Nach dem 2:1 blieben die Kroaten fortan das gesamte Spiel in Führung. Zur Halbzeit lag Spanien mit vier Toren zurück. Das Spiel endete 29:39.
Die 29 Tore für Spanien warfen Gómez (8), Casado (4), Garciandia (3), Serdio (3), Cañellas (3), Maqueda (2), Á. Fernández (2), Tarrafeta (2), Figueras (1) und Odriozola (1). Pérez de Vargas hielt von 26 Würfen einen, Hernández keinen der zehn Würfe auf sein Tor. Für Garciandia und Serdio war es das erste Spiel bei einer Europameisterschaft.
Während der 60 min Spielzeit stand Á. Fernández am längsten auf dem Feld (59:49 min). Ihm folgten nach Dauer des Einsatzes Pérez de Vargas (37:01), D. Dujshebaev (36:30), Maqueda (36:20), Odriozola (30:03), Gómez (29:58), Casado (29:44), Cañellas (28:09), Garciandia (22:41), Peciña (21:37), Serdio (21:22), Figueras (20:29), Hernández (16:35), Tarrafeta (13:22), A. Dujshebaev (13:14) und Sánchez-Migallón (3:06). Sánchez-Migallón war in der 11. Minute verletzt ausgeschieden, er erlitt einen Bruch des zweiten Mittelhandknochens seiner linken Hand.
Peciña erhielt eine Zwei-Minuten-Strafe.
Das 29:39 war die höchste Niederlage einer spanischen Mannschaft bei Europameisterschaften.

#### Rumänien – Spanien
| 14. Januar 2024 18:00 Uhr | Rumänien                       | 24:36                | Spanien                | SAP Arena, Mannheim Zuschauer: 13.293 Schiedsrichter: Lah und Sok |
| 14. Januar 2024 18:00 Uhr | meiste Tore: Nistor, Dedu je 4 | (12:17)              | meiste Tore: Gómez (8) | SAP Arena, Mannheim Zuschauer: 13.293 Schiedsrichter: Lah und Sok |
| 14. Januar 2024 18:00 Uhr | Strafen: 1× 2×                 | Spielbericht der EHF | Strafen: 1×            | SAP Arena, Mannheim Zuschauer: 13.293 Schiedsrichter: Lah und Sok |

Das bis dato letzte Spiel gewann Spanien am 5. Januar 2023 beim Torneo Internacional de España 2023 in Benidorm mit 42:29. Bei einer Europameisterschaft waren die Auswahlen zuletzt am 28. Mai 1996 aufeinandergetroffen, bei der Europameisterschaft 1996 hatte Spanien in der Vorrunde gegen Rumänien mit 26:21 gesiegt. Erstmals trafen die Mannschaften am 14. November 1968 aufeinander, dieses Freundschaftsspiel in Bukarest gewannen die Rumänen mit 28:13.
Bis zur Europameisterschaft 2024 standen sich spanische und rumänische Auswahlen in 45 Spielen gegenüber. Die Spanier ebenso wie die Rumänen gewannen davon 21 Spiele; drei Spiele endeten unentschieden.
Die rumänische Auswahl wird vom Spanier Xavier Pascual trainiert.
Für den im ersten Spiel verletzt ausgeschiedenen Miguel Sánchez-Migallón war Viran Morros nachnominiert worden, der daraufhin per Auto nach Mannheim kam.
Die spanische Startaufstellung bestand aus Pérez de Vargas, Gómez, Casado, D. Dujshebaev, Peciña, Serdio und D. Fernández. Für D. Fernández war es das erste Spiel bei einer Europameisterschaft.
Spanien ging zuerst in Führung, in der siebten Minute lag Rumänien mit 4:3 vorn. Nach dem 9:8 für Spanien durch Gómez in der 17. Spielminute behielt Spanien die Führung, zur Pause stand es 17:12 für Spanien. Serdio warf das letzte Tor im Spiel zum Endstand von 36:24 für die Spanier.
Am längsten stand D. Fernández auf dem Feld, er spielte insgesamt 58:38 min. Nach der Dauer des Einsatzes folgten ihm Pérez de Vargas (57:58 min), Gómez (56:52), Casado (31:35), Peciña (31:05), Serdio (29:46), D. Dujshebaev (27:56), Cañellas (24:38), Morros (22:14), Maqueda (21:31), A. Dujshebaev (17:33), Tarrafeta (15:27), Garciandia (14:36), Figueras (9:24) und Odriozola (0:47). Hernández erhielt keine Spielzeit.
Die Tore für das spanische Team erzielten Gómez (8), D. Fernández (6), A. Dujshebaev (4), Garciandia (3), Serdio (3), Tarrafeta (3), D. Dujshebaev (3), Casado (2), Maqueda (1), Cañellas (1) und Odriozola (1). Torwart Pérez de Vargas hielt 14 der 38 Würfe auf sein Tor (Fangquote 37 Prozent).
Peciña erhielt eine Gelbe Karte, Tarrafeta eine Zwei-Minuten-Strafe. D. Fernández wurde als Player of the Match ausgezeichnet.
Odriozola schied zu Beginn der zweiten Halbzeit verletzt aus. Er erlitt im Spiel einen Bruch des fünften Mittelfußknochens des linken Fußes.

#### Spanien – Österreich
| 16. Januar 2024 20:30 Uhr | Spanien                | 33:33                                          | Österreich             | SAP Arena, Mannheim Zuschauer: 13.293 Schiedsrichter: Mažeika und Gatelis |
| 16. Januar 2024 20:30 Uhr | meiste Tore: Gómez (8) | (15:17)                                        | meiste Tore: Bilyk (8) | SAP Arena, Mannheim Zuschauer: 13.293 Schiedsrichter: Mažeika und Gatelis |
| 16. Januar 2024 20:30 Uhr | Strafen: 1× 4× 1×      | Spielbericht \| Spielstatistik \| Match Report | Strafen: 1× 4×         | SAP Arena, Mannheim Zuschauer: 13.293 Schiedsrichter: Mažeika und Gatelis |

Ihr letztes Spiel gegeneinander vor dieser Europameisterschaft bestritten Spanien und Österreich am 18. Januar 2020 bei der Europameisterschaft 2020, das Spiel in der Hauptrunde gewannen die Spanier in Wien mit 30:26. Am 30. Januar 1962 waren die Auswahlen Spaniens und Österreichs erstmals gegeneinander angetreten, das in Wien ausgetragene Freundschaftsspiel gewann Österreich mit 27:18.
In insgesamt 28 Spielen traten die beiden Auswahlen bisher gegeneinander an. Davon gewann Spanien 23 Spiele und verlor fünf.
Für den im zweiten Spiel verletzt ausgeschiedenen Kauldi Odriozola war Ferrán Solé nachnominiert worden, der am späten Nachmittag des 15. Januars in Mannheim eintraf, während Odriozola am Morgen des Tages nach Madrid geflogen war, um sich dort einer Operation zu unterziehen.
Spanien musste das Spiel gewinnen, um in die Hauptrunde einziehen zu können, Österreich brauchte für dieses Ziel mindestens ein Unentschieden.
Der spanische Trainer nominierte Gonzalo Pérez de Vargas, Sergey Hernández, Ian Tarrafeta, Alex Dujshebaev, Imanol Garciandia, Jorge Maqueda, Joan Cañellas, Agustín Casado, Daniel Dujshebaev, Viran Morros de Argila, Aleix Gómez, Daniel Fernández, Ángel Fernández, Adrià Figueras, Iñaki Peciña und Abel Serdio. Der als Ersatz nachgeorderte Ferrán Solé stand nicht im Aufgebot.
In der spanischen Startformation standen Pérez de Vargas, Gómez, Maqueda, D. Dujshebaev, Peciña, Casado und Á. Fernández auf dem Feld.
Die österreichische Mannschaft ging in Führung und hatte zwischenzeitlich bis zu drei Tore Vorsprung, der Halbzeitstand war 15:17. In der zweiten Halbzeit wechselte die Führung zwischen beiden Teams, Spanien ging in der 59. Minute durch Gómez mit 33:32 in Führung, nach dem Treffer Österreichs zum 33:33 in derselben Spielminute verwarfen Gómez und Garciandia, das Spiel endete unentschieden.
Die Tore für die spanische Auswahl warfen Gómez (8), Tarrafeta (7), Á. Fernández (3), Garciandia (3), Figueras (2), Serdio (2), Casado (2), D. Fernández (2), Peciña (1), Maquedo (1), A. Dujshebaev (1) und D. Dujshebaev (1). Pérez de Vargas konnte zehn der 37 Würfe auf sein Tor abwehren (Fangquote 27 Prozent), Hernández zwei der sechs Würfe auf sein Tor (Fangquote 33 Prozent).
Am längsten eingesetzt war in diesem Spiel Gómez (57:24 min), ihm folgten Pérez de Vargas (48:35), D. Dujshebaev (31:53), D. Fernández (30:00), Á. Fernández (29:30), Morros de Argila (26:51), Maqueda (26:24), Cañellas (26:23), Garciandia (23:37), Casado (22:15), Tarrafeta (21:43), Figueras (20:40), A. Dujshebaev (18:20), Serdio (15:14), Peciña (13:28) und Hernández (7:43).
Je eine gelbe Karte und eine Zwei-Minuten-Strafe erhielt Maqueda. Eine Zwei-Minuten-Srafe erhielt auch Morros de Argila, zwei dieser Strafen Serdio. A. Dujshebaev wurde in der 27. Spielminute mit einer roten Karte vom Platz gestellt, nachdem die Schiedsrichter Rücksprache mit dem Video-Schiedsrichter gehalten hatten.
Casado verletzte sich in der 46. Minute des Spiels und musste ausscheiden.

#### Tabelle am Ende der Vorrunde, Gruppe B
| Pl. | Land       | Sp. | S | U | N | Tore    | Diff. | Punkte |
| --- | ---------- | --- | - | - | - | ------- | ----- | ------ |
| 1.  | Kroatien   | 3   | 2 | 1 | 0 | 098:820 | +16   | 5      |
| 2.  | Österreich | 3   | 1 | 2 | 0 | 092:850 | +7    | 4      |
| 3.  | Spanien    | 3   | 1 | 1 | 1 | 098:960 | +2    | 3      |
| 4.  | Rumänien   | 3   | 0 | 0 | 3 | 073:980 | −25   | 0      |

## Spielerstatistiken
| Nr.  | Spieler                 | Alter | Posi- tion | Spiele | Spielzeit (h:min:sek) | Tore | Würfe | gelbe Karte | Zeit- strafe | rote Karte | Anmerkungen |
| ---- | ----------------------- | ----- | ---------- | ------ | --------------------- | ---- | ----- | ----------- | ------------ | ---------- | --- |
| 01   | Gonzalo Pérez de Vargas | 33    | TW         | 3      | 2:23:34               | 0    | 02    |             |              |            | |
| 04   | Iñaki Peciña            | 35    | KL         | 3      | 1:06:10               | 01   | 01    | 01          | 01           |            | |
| 05   | Jorge Maqueda           | 35    | RR         | 3      | 1:24:15               | 04   | 05    | 01          | 01           |            | |
| 06   | Ángel Fernández         | 35    | LA         | 2      | 1:29:19               | 05   | 06    |             |              |            | |
| 10   | Alex Dujshebaev         | 31    | RR         | 3      | 0:49:07               | 05   | 09    |             |              | 01         | |
| 14   | Ferrán Solé             | 31    | RA         | 0      | 0:00:00               |      |       |             |              |            | Ferrán Solé wurde nach dem zweiten Spiel nachnominiert, aber nicht mehr aufgestellt.                                                  |
| 17   | Adrià Figueras          | 35    | KL         | 3      | 0:50:33               | 04   | 07    |             |              |            | |
| 18   | Imanol Garciandia       | 28    | RR         | 3      | 1:00:54               | 09   | 16    |             |              |            | Garciandia spielte erstmals bei einer Europameisterschaft.                                                                            |
| 20   | Abel Serdio             | 29    | KL         | 3      | 1:06:22               | 08   | 10    |             | 02           |            | Serdio spielte erstmals bei einer Europameisterschaft.                                                                                |
| 21   | Joan Cañellas           | 37    | RL         | 3      | 1:19:10               | 04   | 08    |             |              |            | |
| 24   | Viran Morros            | 40    | RL         | 1      | 0:22:14               | 0    | 0     |             | 01           |            | Morros wurde nach der Verletzung Sánchez-Migallóns im ersten Spiel nachnonimiert,                                                     |
| 25   | Agustín Casado          | 27    | RL         | 3      | 1:23:34               | 06   | 09    |             |              |            | Casado verletzte sich im dritten Spiel und musste ausscheiden, er erlitt einen Muskelfaserriss am linken Bein.                        |
| 28   | Aleix Gómez             | 26    | RA         | 3      | 2:24:14               | 24   | 29    |             |              |            | Mit 24 Toren war Gómez zusammen mit Juri Knorr (DEU) bester Torschütze der Vorrunde.                                                  |
| 36   | Ian Tarrafeta           | 25    | RM         | 3      | 0:50:32               | 12   | 17    |             | 01           |            | |
| 51   | Miguel Sánchez-Migallón | 28    | LA         | 1      | 0:03:06               | 0    | 0     |             |              |            | Sánchez-Migallón erlitt im ersten Spiel einen Bruch des zweiten Mittelhandknochens seiner linken Hand und schied aus dem Turnier aus. |
| 59   | Daniel Dujshebaev       | 26    | RL         | 3      | 1:36:16               | 04   | 08    |             |              |            | |
| 61   | Sergey Hernández        | 28    | TW         | 3      | 0:24:18               | 0    | 0     |             |              |            | |
| 62   | Kauldi Odriozola        | 27    | RA         | 2      | 0:30:50               | 02   | 03    |             |              |            | Odriozola schied im zweiten Spiel verletzt aus, er erlitt im Spiel einen Bruch des fünften Mittelfußknochens des linken Fußes.        |
| 70   | Daniel Fernández        | 22    | LA         | 2      | 1:28:38               | 08   | 09    |             |              |            | D. Fernández spielte erstmals bei einer Europameisterschaft. Im Spiel gegen Rumänien wurde er als Player of the Match ausgezeichnet.  |
| 77   | Jan Gurri               | 21    | RM         | 0      | 0:00:00               |      |       |             |              |            | Gurri wurde für kein Spiel aufgestellt.                                                                                               |
| Team | Team                    | Team  | Team       | 3      | 3:00:00               | 98   | 139   | 02          | 06           | 01         | |

| Nr.            | Spieler                 | Alter          | Spiele | Spielzeit (h:min:sek) | Würfe aufs Tor | davon gehalten | Fang- quote |
| -------------- | ----------------------- | -------------- | ------ | --------------------- | -------------- | -------------- | ----------- |
| 01             | Gonzalo Pérez de Vargas | 33             | 3      | 2:23:34               | 102            | 26             | 25 %        |
| 61             | Sergey Hernández        | 28             | 3      | 0:24:18               | 018            | 02             | 04 %        |
| beide Torhüter | beide Torhüter          | beide Torhüter | 3      | 2:47:52               | 120 2          | 28             | 23 %        |

## Ehrungen
D. Fernández wurde im Spiel gegen Rumänien als Player of the Match ausgezeichnet.

## Spanier in anderen Nationalmannschaften
An der Europameisterschaft 2024 nahmen neben der spanischen Nationalauswahl noch weitere Spanier als Trainer und Assistenztrainer teil.
- „Chema“ Rodríguez trainierte die ungarische Mannschaft, sein Assistenztrainer war Miguel Velasco,
- „Toni“ Gerrona war Trainer der serbischen Nationalmannschaft,
- Xavier Pascual trainierte die rumänische Auswahl, assistiert von Josep Espar,
- Xavi Sabaté war Cheftrainer der tschechischen Nationalmannschaft.

## Marketing
Der spanische Handballverband RFEBM veröffentlichte zum Start der Europameisterschaft ein Video mit dem Titel „Para ganar este partido, sólo faltas tú“. Das Video wurde im Dezember 2023 in Ceuta gedreht, wo Trainer Ribera den Kader der spanischen Nationalauswahl zu einem Training versammelt hatte. Das Thema des Spots ist psychische Gesundheit. Die aus Ceuta stammende Handballspielerin Fatty Kasen ist die Protagonistin, die in der Rolle der Lucía eine junge Frau mit psychischen Problemen verkörpert. Während sie zunächst in für diese Krankheit typischen Situationen wie Traurigkeit, Entmutigung, Distanz zu Mitmenschen gezeigt wird, sind im zweiten Teil des Videos die spanischen Nationalspieler in einem spontanen Spiel mit Nachwuchsspielern zu sehen, die auch Lucia in das Spiel integrieren.

## TV-Übertragungen
Der Sender RTVE übertrug die drei Spiele des spanischen Teams in der Vorrunde.